# Nicolas Surovy
Nicolas Surovy (Los Angeles, 30 juni 1944), geboren als Nicolas Vincent Szurovy, is een Amerikaans acteur. 

## Biografie
Surovy is een zoon van acteur Walter Surovy en operazangeres Risë Stevens. Hij heeft het acteren geleerd aan de Juilliard School in New York. 
Surovy begon in 1965 met acteren in de televisieserie The Big Valley. Hierna heeft hij nog meerdere rollen gespeeld in televisieseries en films zoals Bang the Drum Slowly (1973), Ryan's Hope (1981), Forever Young (1992), All My Children (1983-1998) en Deadwood (2004). 
Surovy is getrouwd met actrice Marguerite Surovy en zij hebben samen een dochter (1990), en zij wonen nu in Californië.

## Filmografie

### Films
- 2002 The Big Time – als mr. Spelman
- 2001 All Over the Guy – als Jim
- 1997 When Danger Follows You Home – als Harold Rhodes
- 1997 Two Voices – als dr. Jimmy Goldrich
- 1996 The Man Who Captured Eichman – als Hans
- 1996 The Undercover Kid – als Ronald Andersson
- 1995 Crowfoot – als Steve Kinsberg
- 1995 Breaking Free – als Mac Lawton
- 1993 12:01 – als Robert Denk
- 1993 Telling Secrets – als Marcus Hiller
- 1992 Forever Young – als John
- 1989 Wolf – als advocaat Dylan Elliott
- 1988 Laura Lansing Slept Here – als Conway
- 1988 Steal the Sky – als David Mason
- 1986 Anastasia: The Mystery of Anna – als Serge Markov
- 1986 Stark: Mirror Image – als Patrick Evan Stark
- 1985 Stark – als Patrick Evan Stark
- 1984 The Act – als Julian
- 1980 Doctor Franken – als Martin Elson
- 1979 Mayflower: The Pilgrims’ Adventure – als George Bennett
- 1976 The Time of Your Life – als Joe
- 1973 Bang the Drum Slowly – als Aleck Olson
- 1971 Make a Face – als Larry
- 1969 This Savage Land – als Davy

### Televisieseries
Uitgezonderd eenmalige gastrollen.
- 2004 Deadwood – als Kapitein Massie – 3 afl.
- 2001 The Practice – als Richard Baldwin – 2 afl.
- 1983 – 1998 All My Children – als Mike Roy – 31 afl.
- 1989 Wolf – als Dylan Elliott - ? afl.
- 1988 – 1989 Paradise – als P.J. Brakenhouse – 5 afl.
- 1985 Simon & Simon – als Sonny Foxx – 2 afl.
- 1981 Ryan's Hope – als Orson Burns – 41 afl.

## Theaterwerk opBroadway
- 1988 The Night of the Iguana – als Lawrence Shannon
- 1983 You Can't Take It With You – als Tony Kirby
- 1980 Major Barbara – als Adolphus Cusins
- 1978 The Crucifer of Blood – als Kapitein Neville St. Claire
- 1977 The Merchant – als Bassanio Visconti
- 1975 The Three Sisters – als Fedotik
- 1975 The Time of Your Life – als Joe
- 1975 Edward II – als de Aartsbisschop van Cantebury
- 1975 The Robber Bridegroom – als Billy Brenner

- Gemeinsame Normdatei: 1024258106
- International Standard Name Identifier: 0000 0003 8237 9896
- Library of Congress Control Number: no2012095186
- Virtual International Authority File: 265044047
- WorldCat: E39PBJfMhfGG6Ytx4QtgByXKh3